# Еманов, Григорий Павлович
Григорий Павлович Еманов (1820—1880) — генерал-майор Донского казачьего войска.

## Биография
Родился 21 января 1820 года в Филоновской станице Хопёрского округа Области Войска Донского.
В военную службу вступил в начале 1840-х годов в Донские казачьи полки и 5 августа 1841 года получил первый офицерский чин. В 1852 году произведён в войсковые старшины, 6 декабря 1859 года — в подполковники и 17 апреля 1863 года — в полковники (со старшинством от 15 января того же года).
В 1863—1864 годах Еманов находился в Польше, где командовал Донской конно-артиллерийской № 1 батареей, и участвовал в подавлении восстания поляков. 16 ноября 1863 года он был награждён орденом св. Георгия 4-й степени
За отличное мужество и храбрость в деле с польскими мятежниками 12-го августа 1863 года в Файславицком лесу.
Также за эту кампанию он получил золотую шашку с надписью «За храбрость».
7 августа 1871 года Еманов был произведён в генерал-майоры с назначением атаманом 4-го отдела Области Войска Донского, с 1875 года был атаманом 5-го отдела.
Скончался 17 марта 1880 года.

## Награды
Среди прочих наград Еманов имел ордена:
- Орден Святой Анны 3-й степени с бантом (1845 год)
- Орден Святого Станислава 3-й степени (1856 год)
- Орден Святого Георгия 4-й степени (16 ноября 1863 года, № 10224 по кавалерскому списку Григоровича — Степанова)
- Золотая шашка с надписью «За храбрость» (19 ноября 1863 года)
- Орден Святого Владимира 4-й степени с мечами и бантом (1864 год)
- Орден Святого Станислава 2-й степени с императорской короной (1867 год)
- Орден Святого Владимира 3-й степени (1874 год)
- Орден Святого Станислава 1-й степени (1877 год)
- Орден Святой Анны 1-й степени (1878 год)